# Philaethria wernickei
Espèce
Philaethria wernickei est une espèce de papillons de la famille des Nymphalidae, de la sous-famille des Heliconiinae et du genre Philaethria.

## Systématique
L'espèce Philaethria wernickei a été décrite par Julius Röber en 1906, sous le nom initial de Metamorpha wernickei. La localité type est Santa Catarina au Brésil.

## Description
Philaethria wernickei est un très grand papillon aux ailes très allongées, de couleur noire avec de grandes taches ovales vert mousse symétriques.
Le revers présente les mêmes marques sur un fond marron, avec aux ailes postérieures une bande postdiscale blanche.

### Plantes hôtes
Les plantes hôtes de sa chenille sont des Passiflora ou passiflores.

## Écologie et distribution
Philaethria wernickei est présent au Brésil, en Uruguay et dans le Nord de l'Argentine,.

### Biotope
Philaethria wernickei réside uniquement le long de la côte atlantique.